# Donna Wynd
Donna Wynd (nascida em 22 de outubro de 1961) é uma ex-ciclista neozelandesa que competia no ciclismo de pista.
Nos Jogos da Commonwealth de 1994 em Victoria (Colúmbia Britânica), ela terminou em terceiro lugar, conquistando a medalha de bronze.
Nos Jogos Olímpicos de Verão de 1996 em Atlanta, Wynd terminou em décimo segundo.